# Ctenogobius pseudofasciatus
Ctenogobius pseudofasciatus es una especie de peces de la familia de los Gobiidae en el orden de los Perciformes.

## Morfología
Los machos pueden llegar a alcanzar los 5,3 cm de longitud total.

## Hábitat
Es un pez de clima tropical y demersal.

## Distribución geográfica
Se encuentra en el Atlántico occidental: costa oriental de Florida (los Estados Unidos ).

## Observaciones
Es inofensivo para los humanos. 